# (178) Belisana
(178) Belisana est un astéroïde de la ceinture principale découvert par Johann Palisa le 6 novembre 1877. Son nom fait référence à la divinité celtique Belisama.

## Compléments